# Filgrastim

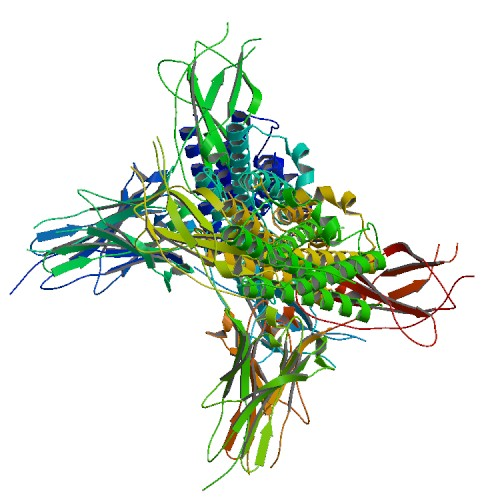
Structure 3D du filgrastim

Le filgrastim, commercialisé sous le nom de Neupogen ou son biosimilaire, le Nivestim, est une forme recombinante du facteur de croissance hématopoïétique spécifique de la lignée granulocytaire (G-CSF en anglais : Granulocyte Colony-Stimulating Factor (en)) stimulant de colonies granulocytes,. 

## Indications
Le filgrastim est utilisé pour prévenir ou pour contrer la neutropénie, notamment dans les cas suivants :
- prévenir la neutropénie chez les personnes qui reçoivent des anti-néoplasiques myélodépresseurs ;
- diminuer la durée de la neutropénie chez les personnes atteintes de leucémie myéloïde sous chimiothérapie ;
- traiter la neutropénie chronique grave ;
- traiter la neutropénie chez les patients infectés par le VIH ;
- traiter ponctuellement une neutropénie aiguë toxique (immunosuppresseurs).

## Mécanisme d'action
Le filgrastim est une glycoprotéine. Il se lie aux neutrophiles immatures et en stimule la différenciation. De plus, il active les neutrophiles matures. Ce faisant, il permet de réduire l'incidence des infections chez les personnes atteintes de neutropénie.

## Pharmacocinétique et pharmacodynamie
Le médicament peut être injecté par voie intraveineuse ou sous-cutanée. Lorsque le filgrastim est injecté par voie sous-cutanée, l'absorption est bonne. Le médicament a une demi-vie de 3,5 heures. Le début d'action et le pic d'action sont inconnus. Sa durée d'action est de 4 jours, c'est-à-dire qu'après 4 jours, on constate un rétablissement du nombre initial de polynucléaires neutrophiles.

## Réactions indésirables et effets secondaires
L'effet secondaire le plus fréquent est l'apparition de douleurs osseuses médullaires. D'autres effets secondaires ont été signalés, notamment une leucocytose excessive, de la douleur et de la rougeur au point d'injection sous-cutanée.